# WTCC i San Marino
FIA WTCC Race of San Marino var en deltävling i FIA:s världsmästerskap i standardvagnsracing, World Touring Car Championship. Deltävlingen kördes endast under säsongen 2005, då på Autodromo Enzo e Dino Ferrari, nära den italienska staden Imola.
Deltävlingen kallades FIA WTCC Race of San Marino, då namnet FIA WTCC Race of Italy redan var upptaget av Autodromo Nazionale Monza, precis som San Marinos Grand Prix i Formel 1. Senare säsonger har deltävlingen på Autodromo Enzo e Dino Ferrari kallats för FIA WTCC Race of Europe (2008) och FIA WTCC Race of Italy (2009, då ingen tävling kördes på Autodromo Nazionale Monza).

## Säsonger
| År   | Bana                          | Race | Segrare förare                  | Segrare bilmodell        | Rapport                |
| ---- | ----------------------------- | ---- | ------------------------------- | ------------------------ | ---------------------- |
| 2005 | Autodromo Enzo e Dino Ferrari | 1 2  | Fabrizio Giovanardi Dirk Müller | Alfa Romeo 156 BMW 320si | WTCC i San Marino 2005 |